# الآلي الحذق ديكستر

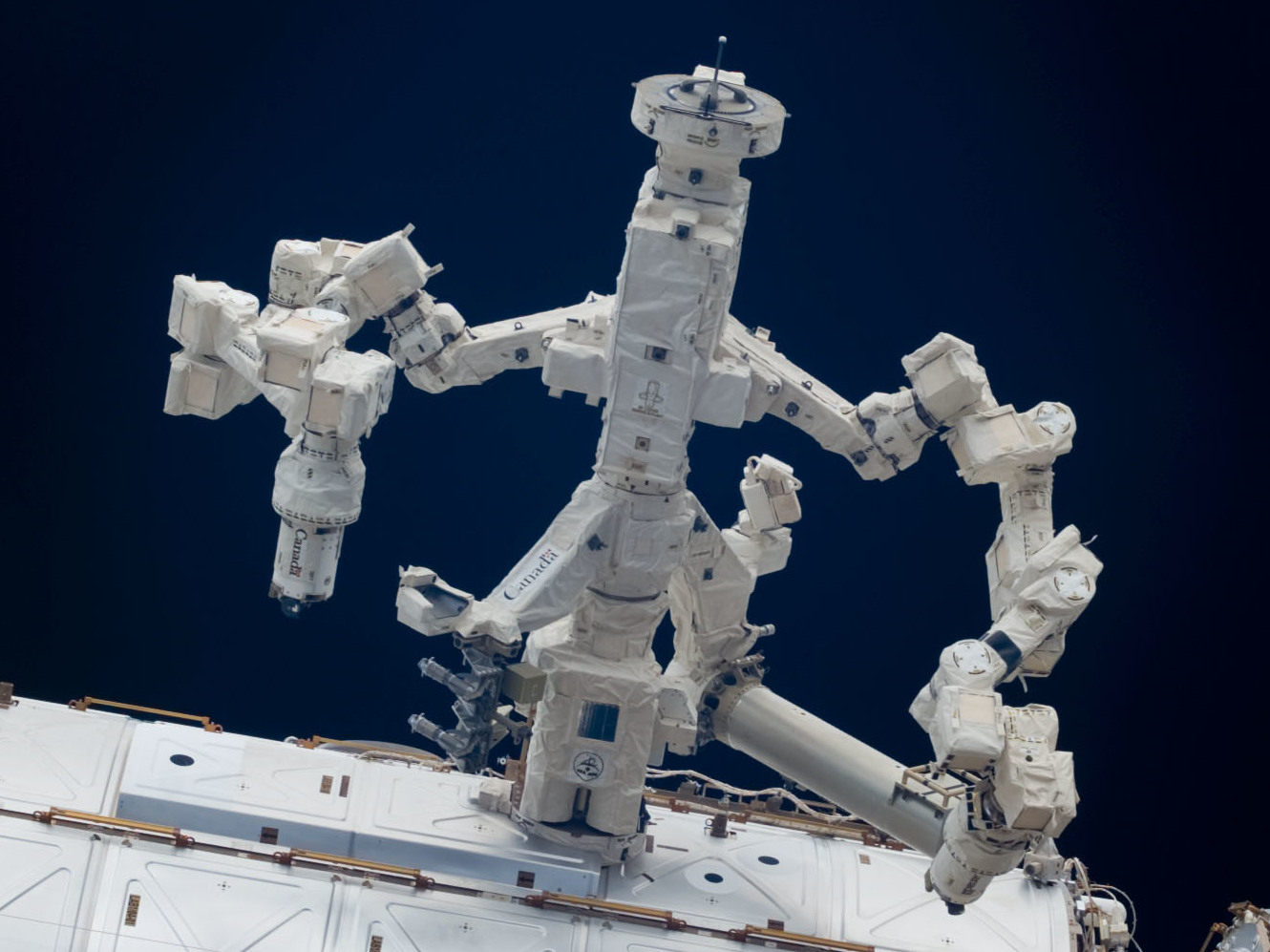
ديكستر

الآلي الحذق (ديكستر)، ويعرف أيضا باسم المناول البارع للأغراض الخاصة، هو آلة ذات ذراعين أو مناور عن بعد (عادة ما يكون الغرض من مثل هذا الجهاز هو تحريك أو معالجة المواد الخطرة لأسباب تتعلق بالسلامة( والذي يعد جزءا من نظام الخدمة المتنقلة في محطة الفضاء الدولية والذي يقوم بإجراء إصلاحات قد تتطلب السير في الفضاء، أطلق في مهمة (اس تي اس-123) في 11 من شهر مارس، عام 2008.
الآلي الحذق هو جزء من مساهمة كندا في محطة الفضاء الدولية. سمي بهذا الاسم لإنه يمثل مهارته الحركية الدقيقة. ويعد الآلي الحذق ثالث آلة ذراعية كندية تستعمل في محطة الفضاء الدولية. مسبوقا بالمكوك الفضائي كانادارم والمكوك الفضائي الكبير كانادارم الثاني. الآلي الحذق تم تصميمه وصناعته بواسطة أم دي أي وهي شركة كندية مختصة بتكنولوجيا
في الصباح الباكر من يوم 4 فبراير 2011, أكمل الآلي مهمته الرسمية الأولى والتي تألفت من تفريغ قطعتين من المركبة الفضائية كونوتوري2 أثناء نوم الطاقم على متن المركبة.

## الغرض
تم تصميم الآلي الحذق للتعامل مع وحدات الاستبدال المدارية: يتم تخزين العديد من قطع الغيار في محطة الفضاء الدولية ويقوم الآلي الحذق بحملها من وإلى مواقع العمل وتثبيت قطع الغيار عند فشل بعض القطع عن أداء مهمتها، وقد كان لابد في السابق من الاستعانة برواد الفضاء والسير في الفضاء لأداء هذه المهمة.

## الهيكل
يشبه الآلي الحذق جذعًا عملاقًا مزودًا بذراعين رشيقتين للغاية بطول 3.5 متر (11 قدمًا(.يبلغ إجمالي الكتلة حوالي 1662 كيلوجرامًا (3664 رطلاً)  يتمحور جسم الآلي البالغ ارتفاعه 3.5 متر، حول الخصر.
يحتوي الهيكل على وحدة تثبيت بيانات في الطرف الرئيسي للهيكل والتي يمكن استيعابها بواسطة ذراع المحطة الفضائية الأكبر، كاندارم2 حتى يتم تثبيت الآلي الحذق في وحدات الاستبدال المدارية المختلفة في مواقع العمل حول المحطة الفضائية. أما الطرف الآخر من الهيكل فيحتوي على مزلاج في نهاية المستجيب والذي يعد مطابقا لكاندارم2 حتى يكون الآلي الحذق موصولا أيضا بوحدات التثبيت أو نظام الاتصال الرئيسي التابعة لمحطة الفضاء.
كما يمكن تشغيل الآلي الحذق بينما هو موصول بطرف كاندارم 2. . كل ذراع هو بمثابة كاندارم2 مصغر(لأن كلاهما يملك 7 مفاصل) لكنها موصولة للآلي الحذق من طرف واحد. وفي طرف ذراع الآلي الحذق يوجد أدوات تغيير آلية والتي يطلق عليها الأوكتوم. يحتوي الأكتوم على مقابض داخلية البناء، ومحرك مقبس قابل للسحب، وكاميرا تلفزيون أحادية اللون، وأضواء، وموصل سري بإمكانه توفير الطاقة، البيانات، الفيديو من وإلى الحمولة.
يقوم الآلي بتحريك ذراع واحدة في كل مره، تمسك الذراع الأولى بالمحطة( باستخدام أداة مخصصة أساسية أو بواسطة التدخل الجزئي: 5.1) للمحافظة على الثبات وسهولة التحكم به.: 2.1بينما تقوم الأخرى بأداء المهمات.

## الأدوات
يحتوي الجزء السفلي من الآلي على زوج من الكاميرات قابلة التوجيه مع أضواء ومنصة لتخزين وحدات الأو أر يوز، وحافظة أدوات. حافظة الأدوات مزودة بأداتين آليتين، مخروطية صغيرة والتي تسمح للذراع بالإمساك بالأدوات الإضافية من أنواع الأو آر يو للتثبيت. مقتبس التمديد يطيل امتداد مقبس الإمساك على الذراع والأادة الآلية خارج الموقع تسمح للذراع بالوصول والإمساك بالأهداف الصعبة.
كما أن العديد من الأدوات تم إضافتها مؤخرا كجزء من مهمة ناسا لإطلاق بعض المعدات عام 2011 لدعم التكنولوجيا الفضائية وتزويد المركبات بالوقود والمتعارف عليها بأدوات الأر أر إم. ومنها قاطع سلك، أداة إزالة غطاء الأمان، أداة ذات فوهة لتعبئة الوقود وأداة متعددة الاستعمالات مع عدة محولات. هذه الأدوات لا تعد جزءا من مجموعة الأدوات المرفقة مع للآلي الحذق ولكن يتم استعمالها من قبل الآلي الحذق عند أداء عمليات الأر أر إم. فهذه الأدوات لا تعد جزءا من الأدوات الموصولة بالآلي بل تخزن في منصة الأر أر إم.
في عام 2013 جلبت مركبة النقل H-II ،الأر أر إم على قفص النقل المداري، وهو عبارة عن طاولة منزلقة داخل منصة غرفة معادلة الضغط اليابانية يمكن من خلالها استرداد الأجهزة الجديدة وتثبيتها لاحقًا. ستستخدم المرحلة الثانية من الأر أر إم كاميرا منظار الفحص البصري للروبوت اللافقاري
مع أنبوب مرن بطول 34 بوصة.

## التوقعات المستقبلية
أن يتم تزويد الآلي بيد مساعدة للتكييف الذاتي، وهي يد بثلاثة أصابع مصممة لتعلق بنهاية ذراع الآلي. لم يتم تسليمها إلى محطة الفضاء الدولية بعد.

## التصميم والتسليم
تم تصميم الآلي وصناعته من قبل شركة أم دي أم الكندية لتكنولوجيا الفضاء كجزء من 200 مليون دولار تعاقدت عليها وكالة الفضاء الكندية ، والتي ستشرف على عملياتها المستقبلية والتدريب اللازم لأطقم المحطة. وقد أكملت جميع الاختبارات الضرورية وتم توصيلها إلى مركز الفضاء كينيدي في ولاية فلوريدا في منتصف شهر حزيران من عام 2007. وبمجرد وصولها للمركز خضعت لاختبار التحقق من الرحلة متبوعا باختبار تكامل المكوك الفضائي.

## التثبيت

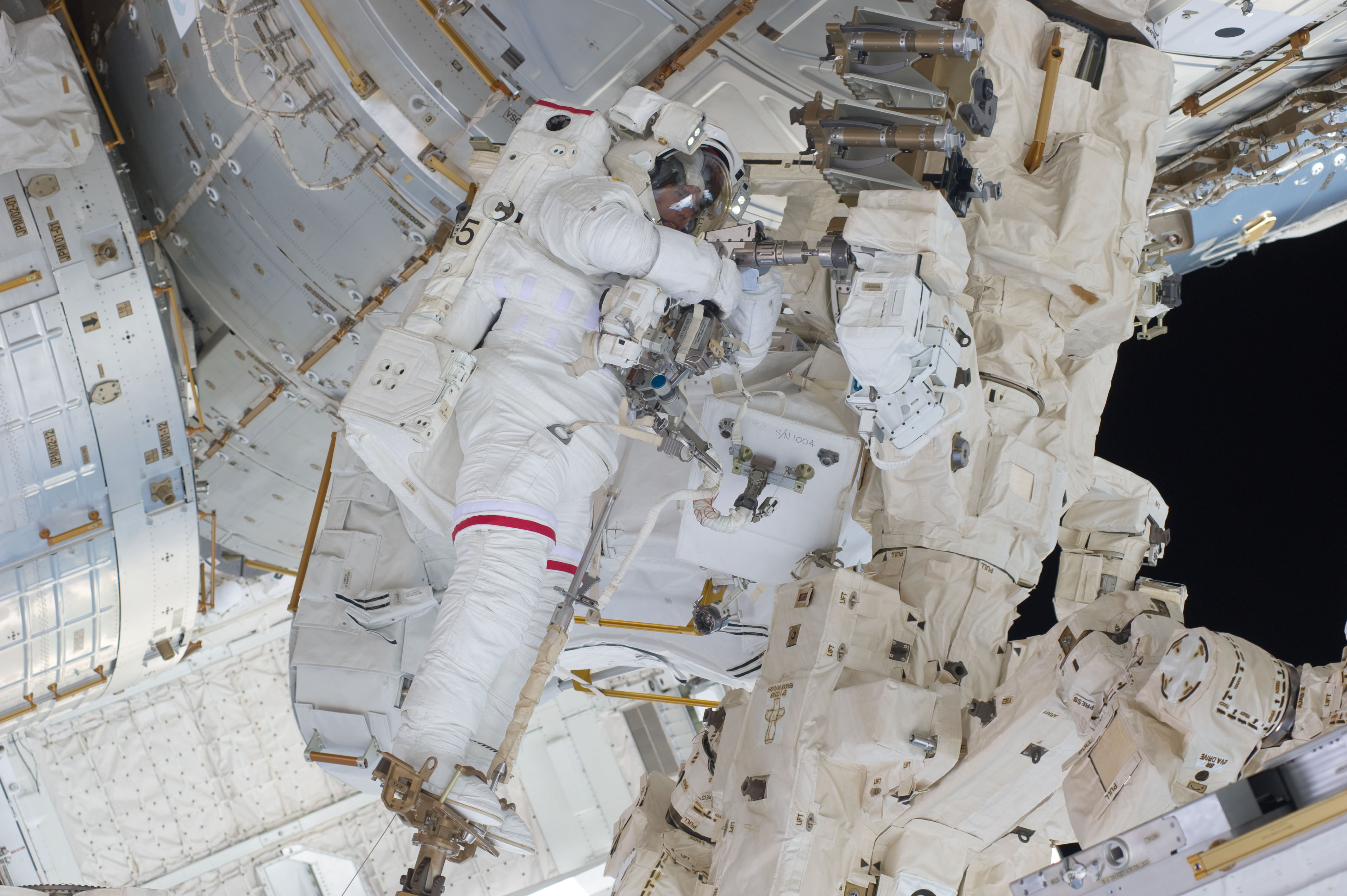
رائد الفضاء ستيف بوين في مهمة على أس تي أس-123

تم إطلاق الآلي إلى محطة الفضاء الدولية في 11\مارس 2008على مكوك الفضاء إنديفور في مهمة أس تي أس-123 لقد «استيقظ» ونشّط السخانات اللازمة للحفاظ على مفاصله وإلكترونياته دافئة بعد تلقي الطاقة من محطة الفضاء الكندية كاندارم 2 في 14 مارس. وفي أثناء رحلة السير الثانية في 16 مارس، قام رواد الفضاء الذين يسيرون في الفضاء بربط الذراعين اللذين يبلغ ارتفاعهما 3.35 مترًا (11.0 قدمًا) بالجسم الرئيسي للآلي، وأعدوا الماكينة لعملها الماهر في المحطة. بعد السير في الفضاء، قام أفراد الطاقم بتوصيل الآلي الحذق مرة أخرى بالذراع الآلي للمحطة لإبقائه دافئًا وللسماح لوكالة ناسا بإجراء الاختبارات للتأكد من أن جميع إلكترونيات الآلي تعمل بشكل صحيح. في وقت لاحق من ذلك اليوم، اختبر الطاقم جميع مفاصلها ومكابحها. أنهى رواد الفضاء تجهيز الآلي أثناء رحلة السير الثالثة في الفضاء في 17 مارس 2008. 12]

## الاستخدام العملي
بعد خضوع الآلي للاختبار والتجربة خطط أن يستعمل في المرة الأولى لإزالة واستبدال وحدة التحكم في الطاقة عن بعد في عام 2009.

## الاستخدام الإضافي

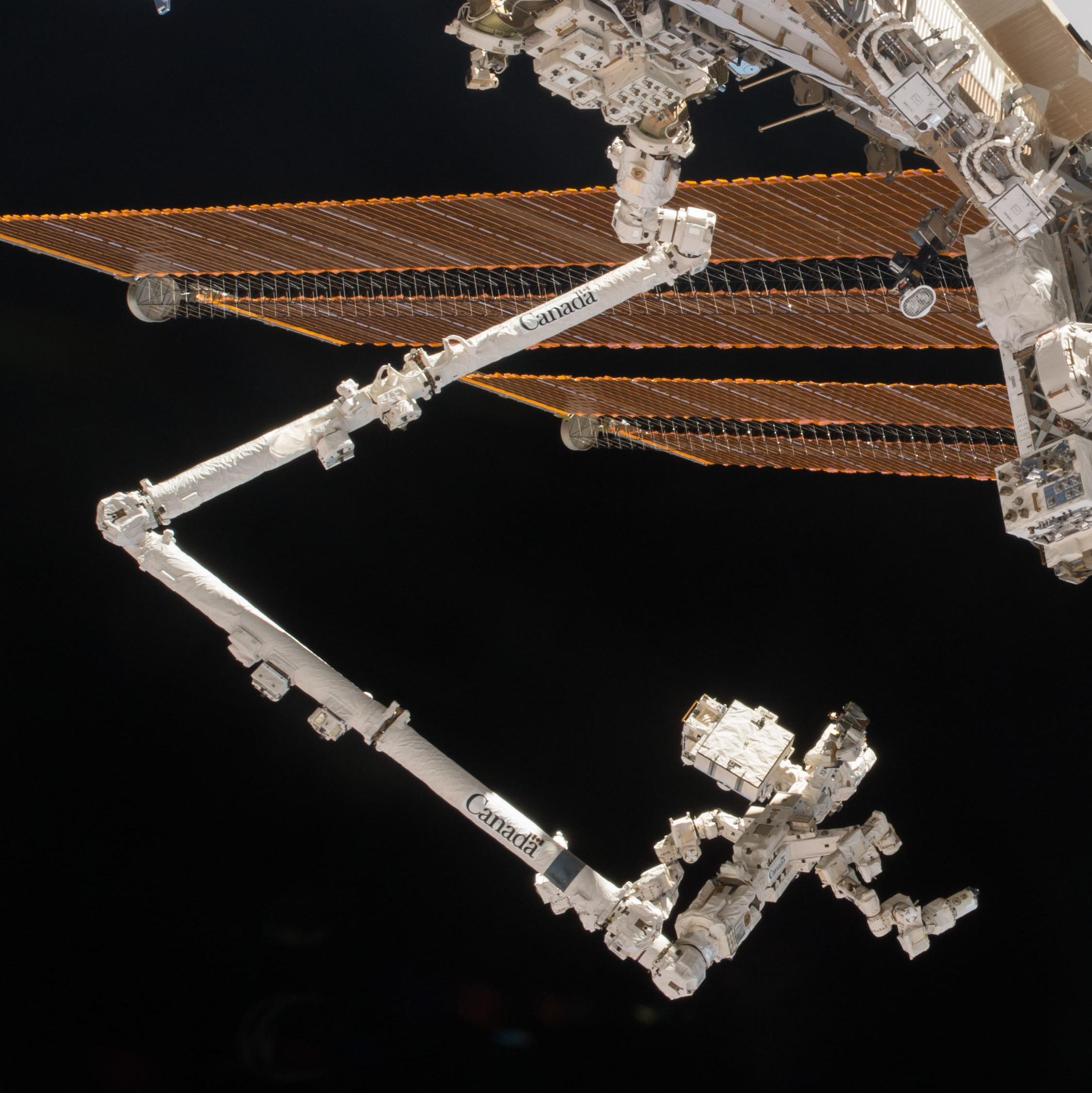
يظهر روبوت دكستر في نهاية الذراع الروبوتية الرئيسية لمحطة الفضاء الدولية، كندارم2.

في بداية شهر أغسطس عام 2004 أعلنت ناسا عن رغبتها في استخدام الآلي( أو استخدام نسخة قريبة منه) كعنصر آلي لمهمة إنقاذ تلسكوب هابل الفضائي. بعد مضي أشهر على تعاقدها مع شركة أم دي أم لتوفير نسخة أس بي دي إم لمهمة إصلاح التلسكوب. ثم ألغت ناسا المهمة، لمهمة التحليق بمركبة لإجراء الإصلاحات / التحديثات. وقد شهدت وكالة ناسا العديد من المخاطر في الخزان الخارجي لمكوك الفضاء وكانت سببا لإلغاء المهمة.
وقد كان الآلي دكستر موضوعا لكذبة أبريل في إحدى المقالات التي نشرت في 1، أبريل-2008 على الموقع الإلكتروني لناسا  كما ظهر أيضا على ورقة بنك البوليمار الكندي من فئة ال5 دولارات مع كاندارم 2، والتي ساعد القائد كريس هادفيلد في الكشف عنها على متن محطة الفضاء الدولية.

## روابط خارجية
- Dextre, the International Space Station's Robotic Handyman - Canadian Space Agency
- Animation: Canadarm2 & Dextre remove CATS science experiment from SpaceX's Dragon and passes it to Japan's Remote Manipulator arm على يوتيوب
- Animation: Canadarm2 & Dextre replacing a failed ammonia pump على يوتيوب